# Andrew Gray (physicien)
Pour les articles homonymes, voir Andrew Gray et Gray.
Andrew Gray (né le 2 juillet 1847 à Lochgelly et mort le 10 octobre 1925) est un physicien et mathématicien écossais.

## Biographie
Né à Lochgelly, Fife, il est le fils de John Gray.
Gray fréquente l'école de Lochgelly, puis l'université de Glasgow, où il devient l'assistant et le secrétaire privé du professeur William Thomson en 1875. L'année suivante, il obtient une bourse en mathématiques. En 1883, il devient membre de la Royal Society of Edinburgh, dont il sera vice-président de 1906 à 1909.
En 1884, Gray devient professeur de physique à la toute nouvelle université de Bangor.
En juin 1896, il est élu Fellow of the Royal Society.
Gray réside à Bangor jusqu'en 1899. Il retourne alors à Glasgow, où il remplace Thomson comme professeur de philosophie naturelle (en). Il demeure en poste jusqu'en 1923, moment où il prend sa retraite.

## Famille
Andrew Gray épouse Annie Gordon. Le couple aura quatre fils et quatre filles, dont James Gordon Gray (en).